# Henri Dulac
Henri Claudius Rosarius Dulac (* 3. Oktober 1870 in Fayence; † 2. September 1955, ebenda) war ein französischer Mathematiker.

## Leben
Dulac studierte ab 1890 an der École polytechnique und wurde in Mathematik promoviert. Er lehrte an den Universitäten von Grenoble,  Algier und Poitiers und wurde 1911 Professor für reine Mathematik an der Universität Lyon. Im Ersten Weltkrieg kommandierte er als Offizier eine Kompanie der Genietruppen der Französischen Armee. Nach dem Krieg hatte er einen Lehrstuhl für Differential- und Integralrechnung an der Universität Lyon und lehrte auch bis 1930 an der École Centrale Lyon. Er war auch langjähriger Prüfer für Analysis an der École Polytechnique in Paris und zeitweise Präsident der Zulassungsjury.
Er veröffentlichte 1923 einen Beweis dafür, dass polynomiale Vektorfelder in der Ebene nur endlich viele Grenzzyklen haben (die Frage nach Anzahl und Lage der Grenzzyklen ist Gegenstand eines Teils des 16. Hilbert-Problems und ungelöst). Allerdings fand Juli Iljaschenko in den 1970er Jahren einen Fehler. Vollständige Beweise wurden von Iljaschenko und J. Ecalle gegeben. Außerdem befasste er sich mit der analytischen Theorie von Objekten der algebraischen Geometrie in der Nachfolge von Émile Picard. Er war an der Herausgabe der Werke von Leonhard Euler beteiligt.
Dulac war korrespondierendes Mitglied der Académie des sciences (seit 1944) und Offizier der Ehrenlegion.
Er war Vater von drei Kindern.

## Schriften (Auswahl)
- Recherches sur les points singuliers des équations différentielles (Journal de l'École Polytechnique, 1904).
- Intégrales d'une équation différentielle (Annales de l'université de Grenoble, 1905).
- Sur les points dicritiques (Journal de mathématiques, 1906).
- Sur les séries de Mac-Laurin à plusieurs variables (Acta Mathematica, 1906).
- Détermination et intégration d'une classe d'équations différentielles (Bulletin des sciences mathématiques, 1908).
- Intégrales passant par un point singulier (Rendeconti del Circolo, 1911).
- Sur les points singuliers (Annales de Toulouse, 1912).
- Solutions d'un système d'équations différentielles (Bulletin de la société mathématique, 1913).
- Sur les cycles limites (Bulletin de la société mathématique, 1923).
- Points singuliers des équations différentielles (éditeur Gauthier-Villars, 1934, Mémorial des sciences mathématiques).
- Courbes définies par une équation différentielle du premier ordre (Mémorial des sciences mathématiques, 1934).